# Hotel Pulitzer
Pulitzer Amsterdam is een hotel in Amsterdam, gesitueerd aan de Prinsengracht, de Keizersgracht en de Reestraat. Het hotel is ondergebracht in 25 samengevoegde, historische grachtenpanden uit de 17e en 18e eeuw.

## Historie
In 1614 initieerden de commissarissen van de nieuwe fortificatie de toewijzing van percelen in het gebied dat zich bevindt tussen de Keizersgracht, de Prinsengracht en de Reestraat. Verscheidene grachtenhuizen in dit gebied werden eigendom van de Technische Unie. De woningen zonder tuin aan de Prinsengracht en de magazijnen dienden later als opslagfaciliteit voor de Technische Unie.
In 1970 werden de panden getransformeerd tot het Howard Johnson Hotel. In de negen panden aan de Prinsengracht (nummers 315-331), het tuinhuis van het Saxenburghuis en de twee huizen aan de Keizersgracht werden 176 kamers gerealiseerd. De keuken en het restaurant van het hotel werden ondergebracht in de drie huizen aan de Reestraat. Op 1 juni 1970 werd het Howard Johnson Hotel officieel geopend.
Na verloop van tijd werd de franchiseovereenkomst met de Howard Johnson Hotelgroep beëindigd en werd het hotel hernoemd ter ere van Herbert Pulitzer, de eigenaar van het hotel en een achterkleinkind van Joseph Pulitzer.
Aan het einde van 1975 werd het hotel uitgebreid met twee extra grachtenpanden, wat resulteerde in twintig nieuwe hotelkamers en appartementen. Zes jaar later werd een pand aan de Reestraat, eigendom van de Dienst Stadsherstel, geïntegreerd. Het hotel breidde vervolgens nog verder uit met acht panden aan de Keizersgracht. In de eerste helft van de jaren negentig verkocht Herbert Pulitzer het hotel. Uiteindelijk werd het hotel overgenomen door een Italiaanse hotelketen genaamd Ciga. Tegen het einde van 1996 werd Ciga geabsorbeerd door ITT Sheraton. In 1997 verkocht Sheraton een belang van 75 procent aan Hospitality Europe Holding, een bedrijf dat gespecialiseerd is in de exploitatie van internationale hotels in Europa. Het management van het hotel was tot april 2015 in handen van Starwood Hotels & Resorts Worldwide. Sindsdien functioneert het hotel als een onafhankelijke onderneming in partnerschap met Preferred Hotels & Resorts.
In 1997 onderging het hotel, dat inmiddels uit 25 panden bestond, een volledige renovatie. Vervolgens, bijna twee decennia later, sloot het hotel opnieuw zijn deuren voor een omvangrijke renovatie. Na deze tweede grote renovatie, die in augustus 2016 werd voltooid, heropende het hotel zijn deuren. Het interieur werd tijdens deze renovatie gemoderniseerd door interieurarchitect Jacu Strauss, terwijl het historische karakter van het hotel behouden bleef. Het hotel beschikt over een bar, Pulitzer's Bar, die bekend staat om zijn cocktails, en een restaurant genaamd Jansz.

## Trivia
- De huwelijksportretten van Marten Soolmans en Oopjen Coppit hingen vanaf 1798 jarenlang in het Saxenburg Huis op Keizersgracht 224, wat later onderdeel werd van het Pulitzer Amsterdam.[5]
- Sinds 1981 vindt jaarlijks in augustus het Prinsengrachtconcert plaats op een ponton voor het hotel. In 2020 werd het concert, vanwege de coronapandemie, in de binnentuin van het hotel gehouden.[6]
- Het hotel heeft ook een rol gespeeld in de popcultuur. Het was een filmlocatie voor de films The Fault in Our Stars en Ocean's Twelve.[7][8]